# Ferdinand Jamin
Ferdinand Jamin né le 4 mars 1827 à Gentilly (Seine) et mort le 2 avril 1916 à Bourg-la-Reine (Hauts-de-Seine) est un horticulteur français.
Il s'est illustré dans le domaine de la pomologie.

## Biographie
Ignace Ferdinand Jamin est le fils de l'horticulteur Jean-Laurent Jamin (1793–1876), l'un des fondateurs de la Société centrale d'horticulture, installée rue Buffon en 1830.
Ferdinand Jamin suit un apprentissage en Angleterre chez Thomas Rivers. Notamment spécialisé dans les arbres fruitiers, il est membre de la Société impériale d'horticulture (future Société nationale d'horticulture). Il en est vice-président à plusieurs reprises. De 1865 à 1869, il dirige l'établissement avec son beau-frère Dupont fils.
Il s'installe à Bourg-la-Reine en 1867 où il fait construire sa maison au 1, Grande Rue (actuel no 21 avenue du Général Leclerc), l'année de la naissance de son 9e et dernier enfant.
Il agrandit sa pépinière et cultive les meilleures variétés de poiriers, pommiers, fraisiers, arbres forestiers, arbres d'ornement, etc.
En 1878, il est nommé chevalier de la Légion d'honneur à la suite de l'Exposition universelle et professeur à l'École nationale d'horticulture à Versailles. Il est membre du conseil municipal de Bourg-la-Reine de 1870 à 1884. il est également membre de l'Académie nationale d'agriculture.
Il a deux fils, Gaston et Victor, qui travaillent avec lui.
Il meurt le 2 avril 1916 à Bourg-la-Reine. Maurice de Vilmorin prononce au nom de cette académie son éloge funèbre. Il est inhumé dans la division 1 du cimetière de Bourg-la-Reine.
Son nom sera donné à une nouvelle rue tracée sur son ancienne propriété, en 1927.

## Publications
- Les Fruits à cultiver, 1868 ; rééd. chez Masson en 1885.

## Hommages
- Une rose (hybride remontant) rouge vermillon est baptisée Ferdinand Jamin en 1888 par Lévêque. Joseph Pernet-Ducher lui dédie une rose hybride de thé de couleur rose saumon en 1896, sous le nom de Ferdinand Jamin[7][source insuffisante]. Une rose (hybride remontant) est dédiée à son épouse, née Julie-Célestine Nicolas[9], sous le nom de Madame Ferdinand Jamin[10] en 1875 par Henri Lédéchaux.
- Une rue de Bourg-la-Reine lui est dédiée, tracée sur ses terrains horticoles[5].